# Jean Morin

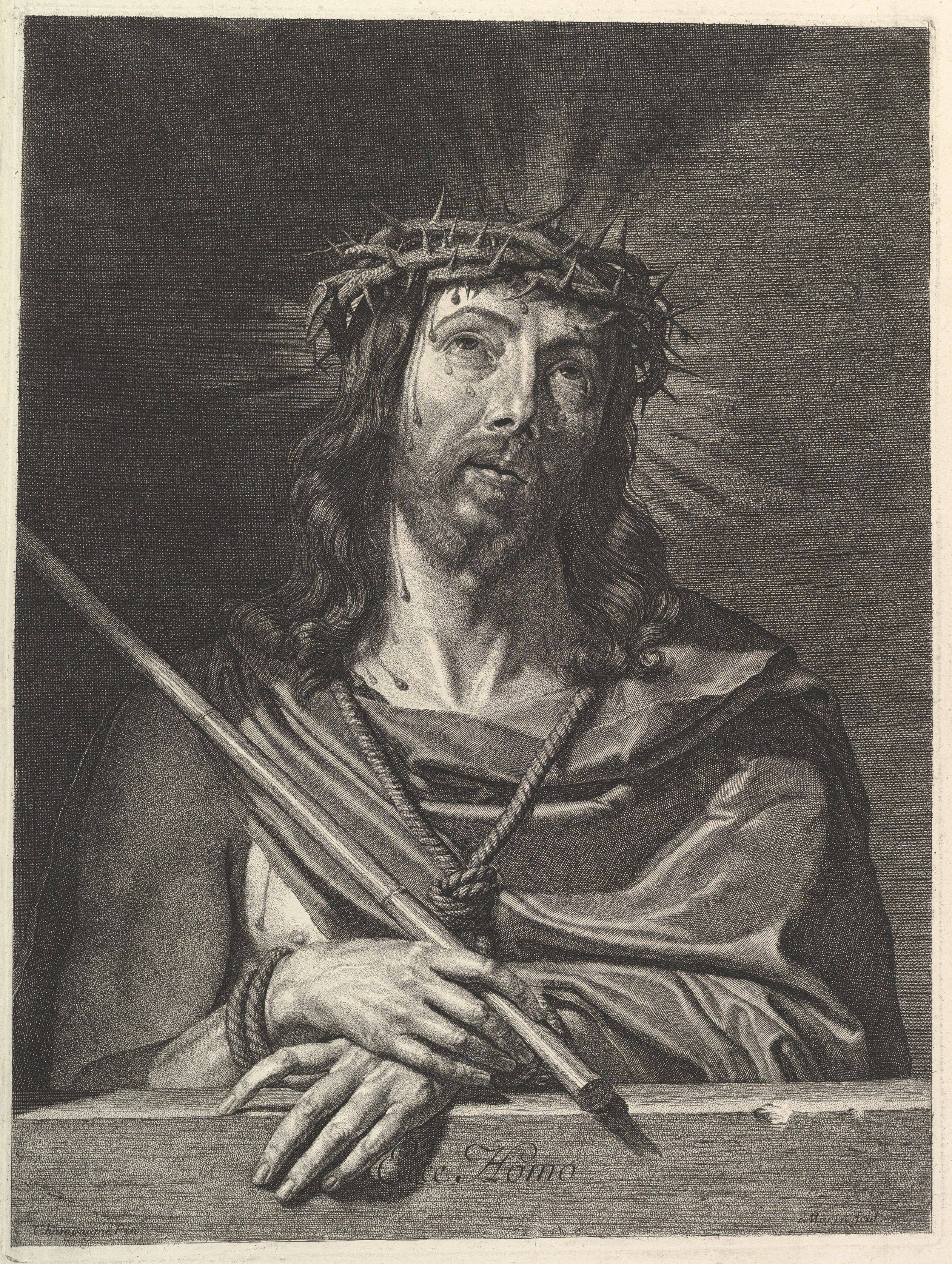
Ecce Homo, sobre un original de Philippe de Champaigne, Museo Metropolitano de Arte, Nueva York

Jean Morin (París, 1590-París, 6 de junio de 1650) fue un pintor y grabador francés. 

## Biografía
Fue discípulo de Philippe de Champaigne, muchas de cuyas obras reprodujo al grabado. Trabajó al aguafuerte y al buril, preferentemente en temas religiosos, paisajes y retratos. Entre sus obras destacan los retratos de Antoine Vitré y del Abate de Saint-Cyran. Está considerado uno de los mejores grabadores franceses de la primera mitad del siglo XVII.
Su sobrino Nicolas de Plattemontagne fue discípulo suyo.